# La Tour-du-Crieu
La Tour-du-Crieu – miejscowość i gmina we Francji, w regionie Oksytania, w departamencie Ariège.
Według danych na rok 1990 gminę zamieszkiwało 2011 osób, a gęstość zaludnienia wynosiła 196 osób/km² (wśród 3020 gmin regionu Midi-Pireneje La Tour-du-Crieu plasuje się na 180. miejscu pod względem liczby ludności, natomiast pod względem powierzchni na miejscu 1067.).